# Депопулација
Депопулација је убрзано опадање броја људи у једном друштву, у оквиру једне или више генерација, које понекад може водити његовом одумирању. Феномен је изазван катаклизмама, ратовима, геноцидом, економском нестабилношћу, миграцијама, инфективним болестима и недовољним рађањем.

## Депопулација у Србији
Депопулација је међу становништвом Републике Србије присутна вековима уназад почевши од периода владавине Османског царства, током којег је изворно становништво прибегло миграцијама у свим правцима. Ове миграције су биле толико снажне и распрострањене да је Шумадија, као центар последње српске средњовековне државе пред пад Смедерева 1459. године скроз опустела и обрасла шумама по чему је и добила име. Становништво Шумадије је великим делом дошло из јужне Србије изазвавши у одређеној мери и депопулацију српског југа. Данас је депопулација на северу и западу државе знатно мање заступљена него на југу.

### Депопулација модерног српског југа
Непосредно након Другог светског рата, колонијализацијом драстично је смањен број Срба и Црногораца на овом подручју. Економски и други разлози у каснијим годинама, такође су утицали на пражњење овог краја. Читава подручја и многа села су опустела, а она која још нису сведена су на старачка домаћинства. С друге стране, демографска експлозија албанског становништва, природно, тражи нове просторе и брзо се шири, насељавајући напуштена или продата имања, посебно у брдско-планинским деловима овога краја.
У периоду 1953-1991. укупан број становника југа Србије повећан је свега са 5,1 посто, и то захваљујући албанској популацији.